# Гашкин, Андрей Александрович
Андрей Александрович Гашкин (6 декабря 1970, Талдом, Московская область) — российский футболист, полузащитник.

## Биография
Серьезно начал заниматься футболом поздно — в 14 лет. На взрослом уровне впервые начал выступать во Владимире, в местном «Торпедо». Затем играл и за «Сатурн» из Раменского, и за команду «Знамя труда» из Орехово-Зуево, и за московский «Спартак», с которым в 1993 году стал чемпионом и смог сыграть с кумиром детства — Федором Черенковым.
Затем выступал в украинском первенстве, где дважды становился обладателем серебряных медалей в составе одесского «Черноморца». В период выступлений за одесситов Гашкину предлагали получить украинское гражданство и выступать за сборную Украины, но Андрей отказался и в 1996 году вернулся в Россию, в ЦСКА.
В начале 1997 года вслед за главным тренером Александром Тархановым перешёл в «Торпедо-Лужники», где провёл последующие пять лет. В 2000 году завоевал бронзовые медали. По итогам сезона 2000 удостоился приза «За верность клубу» от редакции газеты «Московский железнодорожник». После окончания контракта перешёл в элистинский «Уралан».
После завершения футбольной карьеры работал тренером в детской футбольной школе «Торпедо». В конце 2005 года был назначен тренером дублирующего состава автозаводцев. В конце 2007 года вновь стал тренером ФШМ «Торпедо».

## Достижения
- Чемпион России: 1993
- Обладатель Кубка чемпионов Содружества (1): 1993 (2 игры)
- Вице-чемпион Украины (2): 1994—1995, 1995—1996
- Бронзовый призёр Чемпионата России (1): 2000